# Francisco Aspillaga Velasco
Francisco Aspillaga Velasco (Los Andes, 12 de abril de 1783-Santiago, 1855), político y abogado chileno. 
Hijo de Francisco Aspillaga Gormaz y Josefa Velasco Ortúzar. Casado con Ramona Lopehandía Montt.
Estudió en el Convento de San Agustín y con los padres jesuitas. Posteriormente recibió el título de abogado en 1810 por la Universidad de San Felipe.
Ejerció su profesión durante la Reconquista Española, escapando de las persecuciones realistas. Con la restauración patriota fue nombrado por el gobierno de Bernardo O’Higgins como secretario del recién creado Ministerio del Interior.
Participó en la redacción de la Constitución Política de 1822. Se retiró a Colchagua, donde fue secretario de la Gobernación y tras la caída de O’Higgins se alejó de la política.
No participó de la guerra civil de 1830, pero era parte de los victoriosos conservadores. Fue elegido diputado por Rancagua en 1837, siendo integrante de la Comisión permanente de Gobierno y Relaciones Exteriores.